# سميرة البيطار
سميرة البيطار (مواليد 21 فبراير 1990 في عمان بالأردن) سباحة أولمبية بحرينية من أصول أردنية.
كانت واحدة من أوائل النساء المسلمات من شبه الجزيرة العربية اللاتي يمثلن بلادهن في لعبة السباحة في دورة الألعاب الأولمبية عندما شاركت باسم البحرين في سباق 50 متر سباحة حرة في أولمبياد 2004. ذكرت صحيفة نيويورك تايمز بشكل غير صحيح أن البيطار كانت أول سباحة بحرينية أولمبية ولكن في الواقع فقد كانت كانت فاطمة كراشي أول من مثلت البحرين في السباحة في أولمبياد سيدني قبل أربع سنوات.
حققت البيطار رقم شخصي جديد في سباق 50 متر حيث قطعتهم في 31.00 ثانية ولكنه لم يكن يكفي لتأهلها إلى الدور المقبل.
مرة أخرى ممثلة البحرين في دورة الألعاب الأولمبية الصيفية لعام 2008 في بكين وقطعت مسافة 50 متر حرة في 30.32 ثانية ولم تستطع مجددا في التأهل إلى الدور التالي على الرغم من احتلالها المركز الثاني خلف البينينية غلوريا كوسيهويد التي قطعت السباق في 37.09 ثانية.
مؤخرا تخرجت من كلية إدارة الأعمال بجامعة جورج واشنطن حيث تخصصت في الإدارة المالية والرياضية.

## المسيرة
مثلت البحرين في اثنين من الألعاب الأولمبية (أثينا 2004 وبكين 2008) وأربع مرات في بطولة العالم (برشلونة 2003 ومونتريال 2005 وملبورن 2007 وروما 2009) ودورة الألعاب الآسيوية 2006 في الدوحة.

## روابط خارجية
- سميرة البيطار على موقع أوليمبيديا (الإنجليزية)